# Pleine-Sève
Pleine-Sève és un municipi francès situat al departament del Sena Marítim i a la regió de Normandia. L'any 2007 tenia 114 habitants.

## Demografia

### Població
El 2007 la població de fet de Pleine-Sève era de 114 persones. Hi havia 40 famílies de les quals 12 eren unipersonals (12 homes vivint sols), 8 parelles sense fills i 20 parelles amb fills.
La població ha evolucionat segons el següent gràfic:
Habitants censats

### Habitatges
El 2007 hi havia 67 habitatges, 48 eren l'habitatge principal de la família, 15 eren segones residències i 5 estaven desocupats. 66 eren cases i 1 era un apartament. Dels 48 habitatges principals, 43 estaven ocupats pels seus propietaris i 5 estaven llogats i ocupats pels llogaters; 2 tenien dues cambres, 7 en tenien tres, 19 en tenien quatre i 20 en tenien cinc o més. 43 habitatges disposaven pel capbaix d'una plaça de pàrquing. A 25 habitatges hi havia un automòbil i a 18 n'hi havia dos o més.

### Piràmide de població
La piràmide de població per edats i sexe el 2009 era:
| Homes | Edats   | Dones |
| ----- | ------- | ----- |
| 0     | 95 o +  | 0     |
| 0     | 90 a 94 | 0     |
| 4     | 85 a 89 | 4     |
| 0     | 80 a 84 | 0     |
| 0     | 75 a 79 | 0     |
| 4     | 70 a 74 | 4     |
| 4     | 65 a 69 | 4     |
| 4     | 60 a 64 | 4     |
| 0     | 55 a 59 | 0     |
| 4     | 50 a 54 | 4     |
| 0     | 45 a 49 | 0     |
| 8     | 40 a 44 | 8     |
| 0     | 35 a 39 | 4     |
| 4     | 30 a 34 | 0     |
| 4     | 25 a 29 | 0     |
| 0     | 20 a 24 | 8     |
| 16    | 15 a 19 | 0     |
| 8     | 10 a 14 | 0     |
| 0     | 5 a 9   | 4     |
| 4     | 0 a 4   | 0     |

## Economia
El 2007 la població en edat de treballar era de 72 persones, 50 eren actives i 22 eren inactives. De les 50 persones actives 45 estaven ocupades (30 homes i 15 dones) i 5 estaven aturades (3 homes i 2 dones). De les 22 persones inactives 9 estaven jubilades, 4 estaven estudiant i 9 estaven classificades com a «altres inactius».
Activitats econòmiques
Dels 3 establiments que hi havia el 2007, 1 era d'una empresa de transport, 1 d'una empresa immobiliària i 1 d'una empresa de serveis.
L'any 2000 a Pleine-Sève hi havia 10 explotacions agrícoles que ocupaven un total de 609 hectàrees.

## Equipaments sanitaris i escolars
El 2009 hi havia una escola maternal integrada dins d'un grup escolar amb les comunes properes formant una escola dispersa.

## Poblacions més properes
El següent diagrama mostra les poblacions més properes.